# 縱帶鸚竺鯛
縱帶鸚竺鯛，又稱縱帶天竺鯛、寬帶天竺鯛、縱帶鸚天竺鯛，為輻鰭魚綱鈎頭魚目天竺鯛科鸚竺鯛屬的其中一個種。

## 分布
本魚分布於印度太平洋區，包括馬達加斯加、紅海、塞席爾群島、馬爾地夫、聖誕島、台灣、越南、菲律賓、印尼、新幾內亞、澳洲、帛琉、馬紹爾群島、马里亚纳群岛、關島、新喀里多尼亞、東加、斐濟、法屬玻里尼西亞海域。

## 深度
水深6至65公尺。

## 特徵
本魚體延長而側扁，眼大，口大略下位。魚體呈白色，體側有5條水平的斑紋，顏色從黃銅色到深褐色，第三、四條穿過眼睛。尾柄中間有一的深色斑點；各鰭淡紅色，背鰭硬棘8枚；背鰭軟條9枚；臀鰭硬棘2枚；臀鰭軟條8枚，體長可達11公分。

## 生態
本魚棲息於水質清澈的珊瑚礁、岩礁，白天躲藏於岩架下或岩洞中，夜間出來覓食，屬肉食性，以多毛類或其它底棲甲殼類為食。繁殖期時，雄魚具有口孵習性，卵約7日化成仔魚，由雄魚吐出，具短暫的仔魚飄浮期。

## 經濟利用
不具任何經濟價值。